# Ctenoplusia rhuscola
Ctenoplusia rhuscola är en fjärilsart som beskrevs av Chou och Lu 1979. Ctenoplusia rhuscola ingår i släktet Ctenoplusia och familjen nattflyn. Inga underarter finns listade i Catalogue of Life.